# Almáskeresztúr
Almáskeresztúr ist eine ungarische Gemeinde im Kreis Szigetvár im Komitat Baranya.

## Geografische Lage
Almáskeresztúr liegt 26 Kilometer nordwestlich des Komitatssitzes Pécs, 11 Kilometer nordöstlich der Kreisstadt Szigetvár an dem Fluss Porovica-patak. Nachbargemeinden sind Mozsgó, Ibafa und Nyugotszenterzsébet.

## Geschichte
Almáskeresztúr wurde 1296 erstmals als Keruchur urkundlich erwähnt.

## Sehenswürdigkeiten
- Römisch-katholische Kapelle Szűz Mária neve, erbaut 1898
- Johe Galerie (Johe Galéria)
- Landsitz Kammerer (Kammerer-kúria)

## Verkehr
Almáskeresztúr ist nur über die Nebenstraße Nr. 66119 zu erreichen. Es bestehen Busverbindungen nach Mozsgó und Szigetvár, wo sich der nächstgelegene Bahnhof befindet.